# Adam Air
Adam Air (volledige naam PT. Adam SkyConnection Airlines) was een Indonesische goedkope luchtvaartmaatschappij. In 2007 en 2008 werd de maatschappij geplaagd door een reeks incidenten. Uit de daaruit voortvloeiende onderzoeken bleek dat er onvoldoende veiligheidsgaranties waren. Dit leidde er uiteindelijk toe dat op 19 maart 2008 de licentie om vluchten te mogen uitvoeren is ingetrokken.

## Geschiedenis
Adam Air is opgericht in 2003 door Agung Laksono,voorzitter van het Indonesische parlement.

## Vloot
De vloot van Adam Air bestond uit: (december 2007)
- 4 Boeing 737-200
- 5 Boeing 737-300
- 12 Boeing 737-400
- 1 Boeing 737-500

## Incidenten en ongelukken
Op 1 januari 2007 verdween Adam Air-vlucht 574 een Boeing 737-400, met registratie PK-KKW, met 96 passagiers en 6 bemanningsleden aan boord van de radar. Het toestel was onderweg van Soerabaja naar Manado.
Op 21 februari 2007 is een van de Boeing 737-300 toestellen door een harde landing in tweeën gebroken. Het toestel landde op de landingsbaan, verloor het landingsgestel en kwam tot stilstand in veld achter de landingsbaan. Alle 146 passagiers overleefden dit incident.
Op 10 maart 2008 is een Boeing 737 tijdens de landing op het eiland Batam van de baan gegleden.Van de 170 inzittenden moesten er vijf naar het ziekenhuis voor lichte verwondingen. Het vliegtuig hield aan het ongeval een beschadigde rechtervleugel, motor en landingsgestel over.